# 맛사만 커리
맛사만 커리(태국어: แกงมัสมั่น 깽 맛사만[*])는 태국식 커리로, 페르시아 음식을 타이 식으로 재해석한 요리이다. "맛사만"이라는 단어 역시 예전에 "무슬림"을 일컫는 낱말이었던 "무술만(페르시아어: مسلمان)"에서 유래했다.

## 같이 보기
- 른당
- 깽
- 태국 요리